# ロンディッソーネ
ロンディッソーネ（伊: Rondissone）は、イタリア共和国ピエモンテ州トリノ県にある、人口約1,900人の基礎自治体（コムーネ）。

## 地理

### 位置・広がり

#### 隣接コムーネ
隣接するコムーネは以下の通り。括弧内のVCはヴェルチェッリ県所属を示す。
- キヴァッソ
- チリアーノ (VC)
- マッツェ
- サルッジャ (VC)
- トッラッツァ・ピエモンテ
- ヴェロレンゴ